# 利維岩頭長頜魚
利維岩頭長頜魚，為輻鰭魚綱骨舌魚目象鼻魚科的其中一種，分布於非洲幾內亞至賴比瑞亞的沿岸淡水流域，體長可達13公分，棲息在底層水域。